# Aten (thành phố)
Aten, được gọi chính xác là Aten rực rỡ mặc dù ban đầu được các nhà khảo cổ gọi là Sự trỗi dậy của Aten, là tàn tích của một thành phố Ai Cập cổ đại trên bờ tây sông Nin ở Khu lăng mộ Thebes gần Luxor. Được đặt tên theo thần mặt trời Aten của Ai Cập, thành phố này dường như vẫn còn tương đối nguyên vẹn trong hơn ba thiên niên kỷ. Kể từ khi cuộc khai quật bắt đầu vào cuối năm 2020, đây trở thành đô thị lớn nhất thuộc loại này ở Ai Cập cổ đại. Với mức độ bảo tồn đáng chú ý, nơi này đã được so sánh với Pompeii.

## Bản đồ
- Vị trí của thành phố Aten, được khai quật vào năm 2020–21, được hiển thị trên bản đồ hiện đại chi tiết đầu tiên của khu vực
- Bản đồ khu lăng mộ Theban. Aten nằm giữa Medinet Habu (đền thờ tang lễ của Ramses III) và đền thờ tang lễ của Amenhotep III